# Phonix
Phonix sind eine Electroband bestehend aus der Kanadierin Lori J. Ward ("Hifi Princess") und dem Österreicher Tobias Frick.
Lori J. Ward und Tobias Frick trafen sich 2002 in Graz. Man fand bald heraus, dass es große geschmackliche Übereinstimmungen gab, und machte sich an
die ersten Projekte.  Ein erstes Ergebnis war 2003 der Track " Disaster o’ Mine", der in Kroatien auf dem "Extravaganza"-  Sampler veröffentlicht wurde. Ein Remix davon
schaffte es sogar unter dem Namen ‘Disastermind’ auf die  Love Parade 2004 Compilation. Frick und Ward machten ebenfalls einen Remix, der auf dem deutschen
Highball Music erschien, und beide Nummern fanden sich in den Playlists vieler internationaler DJs zu der Zeit. 2004 begann man wieder zusammen im Studio zu arbeiten, anderthalb Jahre später wurde das erste Album "house of jive" fertiggestellt und "phonix" als Band aus der Taufe
gehoben.
Die sehr verschiedenen musikalischen Erfahrungen von Ward und Frick - Ward war schon jahrelang
als DJ und Produzentin tätig und Tobi als Gitarrist und MC in diversen Rock/Drum-and-Bass-Projekten - bestimmen den breitgefächerten Sound von phonix. 2008 verhandelten die Musiker mit verschiedenen Plattenfirmen und arbeiteten an der Fertigstellung des zweiten
Albums, das vornehmlich auf Richtungen wie Electro und Breakbeat ausgerichtet ist. Inzwischen gibt es auch schon einige Single-Veröffentlichungen auf verschiedenen Labels, wie etwa Unlove Recordings oder Elettrika Records.